# Casa de Thun

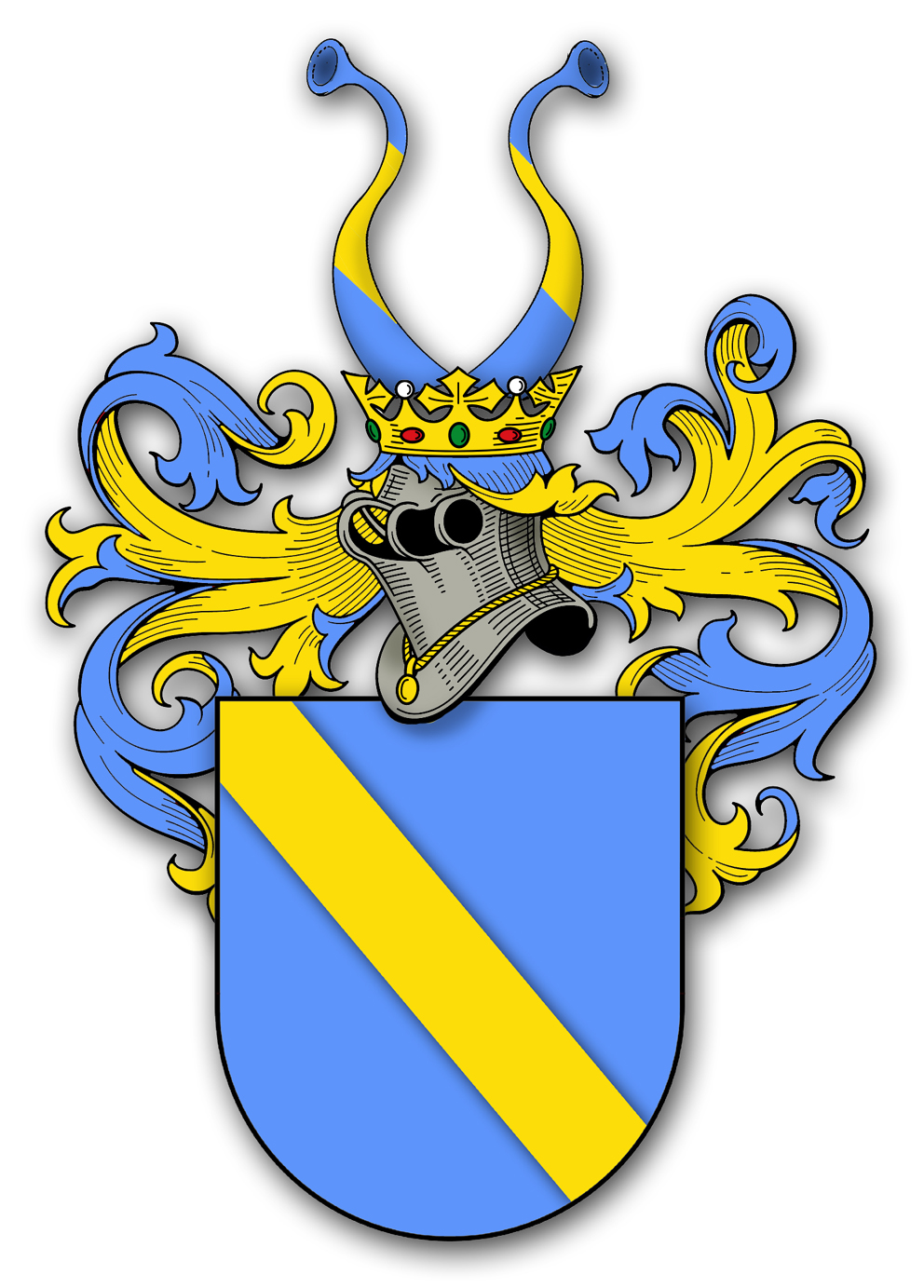
Primeiro brasão Thun

A Casa de Thun, também grafada Ton ou Tono, é uma família nobre da Itália. Entre a Idade Média e a Idade Moderna foi uma das famílias mais poderosas do antigo Principado de Trento, produzindo quatro príncipes-bispos de Trento e outros dignitários. Também foi notável na Boêmia, com diversos membros de grande relevo.

## Origens
Os Thun aparecem nos registros históricos em meados do século XII já como senhores da vila de Ton, de onde deriva seu nome. Em 1199 Albertino e Manfredino de Ton receberam do bispo de Trento o feudo do monte Visione, sendo autorizados a construir um castelo, do qual nada mais resta. Pouco depois construíram outro, o atual castelo Thun, sobranceiro à vila de Ton, que se tornaria a principal sede do seu poder.
No século XIII já havia vários ramos, e no século XIV inicia a sua fase de apogeu, adquirindo uma série de outros feudos e terras nos vales de Non e Sole e recebendo os títulos de vassalos dos condes de Flavon e dos condes de Appiano, ministerialis dos bispos de Trento e barões trentinos. No fim do século a aquisição do feudo de Königsberg lhes valeu o título de condes tiroleses. Em 1469 receberam o título de copeiros hereditários dos bispos de Trento, em 1558 se tornaram copeiros hereditários dos bispos de Bressanone, e em 1628, com a aquisição do feudo imperial de Hohenstein, se tornaram condes imperiais. Vários outros castelos foram agregados ao seu patrimônio, entre eles o castelo Bragher em Coredo em 1321, o castelo Altaguarda em Bresimo, no fim do século XIV, o castelo de Caldes em 1469, e o castelo de Castelfondo em 1471, todos eles vinculados a direitos feudais, rendas hereditárias, torres e fazendas.

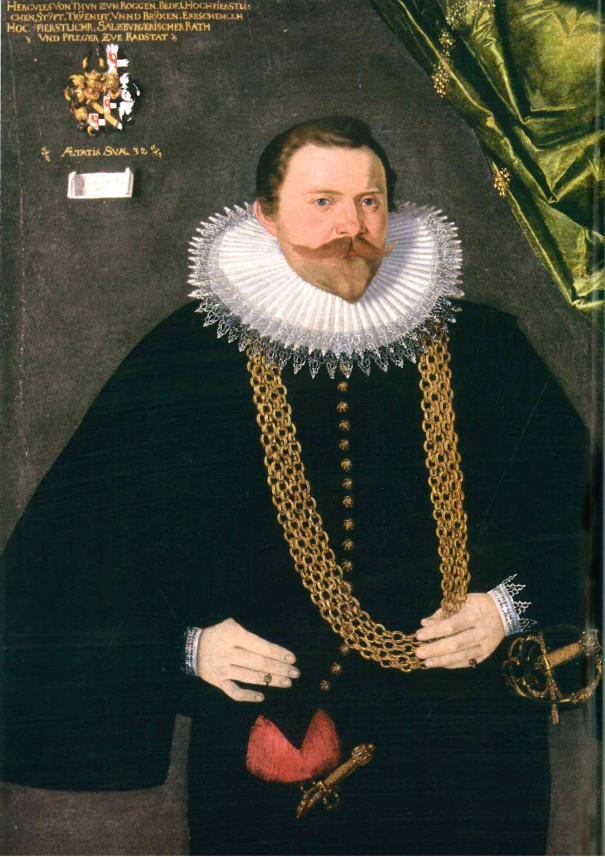
Ercole Thun, século XVI.

Seu poder se consolidou, além da base territorial e castelã, através de uma sábia política de conciliação entre os dois Estados que disputavam a área: o Principado de Trento e o Condado do Tirol. Diversos de seus membros seguiram a carreira diplomática e outros tantos se tornaram conselheiros, militares e burocratas dos governos trentino, tirolês e imperial. Na segunda metade do século XV as possibilidades de trânsito entre as potências regionais se reduziram sensivelmente, obrigando a família a se reorganizar. Em 1596 seu patrimônio foi dividido entre os ramos principais, dando origem à linha do Castelo de Caldes, extinta em 1633 com a morte de Giovanni Arbogasto; a linha do Castelo Bragher, que produziu numerosa descendência no Trentino e na Boêmia deixaria importante legado, e a linha do Castelo Thun, menos ramificada mas também poderosa e brilhante.
A divisão não foi pacífica e deu origem a uma longa disputa de bens entre as linhas, amplificada com a extinção da linha de Caldes, que deixara sem herdeiro certo um grande patrimônio, e que só foi resolvida com um pacto familiar assinado em 1658 entre Carlo Cipriano e seus irmãos, pela linha do Castelo Bragher, e Cristoforo Riccardo pela linha do Castelo Thun: os bens de Giovanni Arbogasto foram então entregues aos Thun do Castelo Bragher, mediante uma indenização aos da linha do Castelo Thun.
Até a divisão, podem ser citados entre seus expoentes Erasmo, vigário (administrador e representante) do conde Federico do Tirol em 1298; Guarimberto, vigário dos vales de Non e Sole em 1372; Giovanni, juiz em Taio em 1372; Guarimberto, vigário dos vales de Non e Sole em 1376 e 1398; Baldessare, capitão do Castelo Selva em 1412; Giovanni, vigário dos vales em 1422; Sigismondo, regolano maggiore de Coredo, Dermulo, Smarano e Sfruz, capitão do Castelo de Stenico em 1441 e capitão dos castelos de Stenico e Mani em 1445; Michele, vigário dos vales em 1442; Simone, capitão dos vales em 1475, 1484 e 1490; regolano maggiore de Coredo, Dermulo, Smarano e Sfruz; Stefanino, procurador da cidade de Trento em 1486; Baldessare, regolano maggiore de Mezzalone em 1502; Antonio, regolano maggiore de Rumo em 1516; Cristoforo, capitão da cidade de Trento em 1519; Sigismondo, regolano maggiore de Ton em 1562; Simeone, regolano maggiore de Dardine em 1564.

## Linha do Castelo Thun

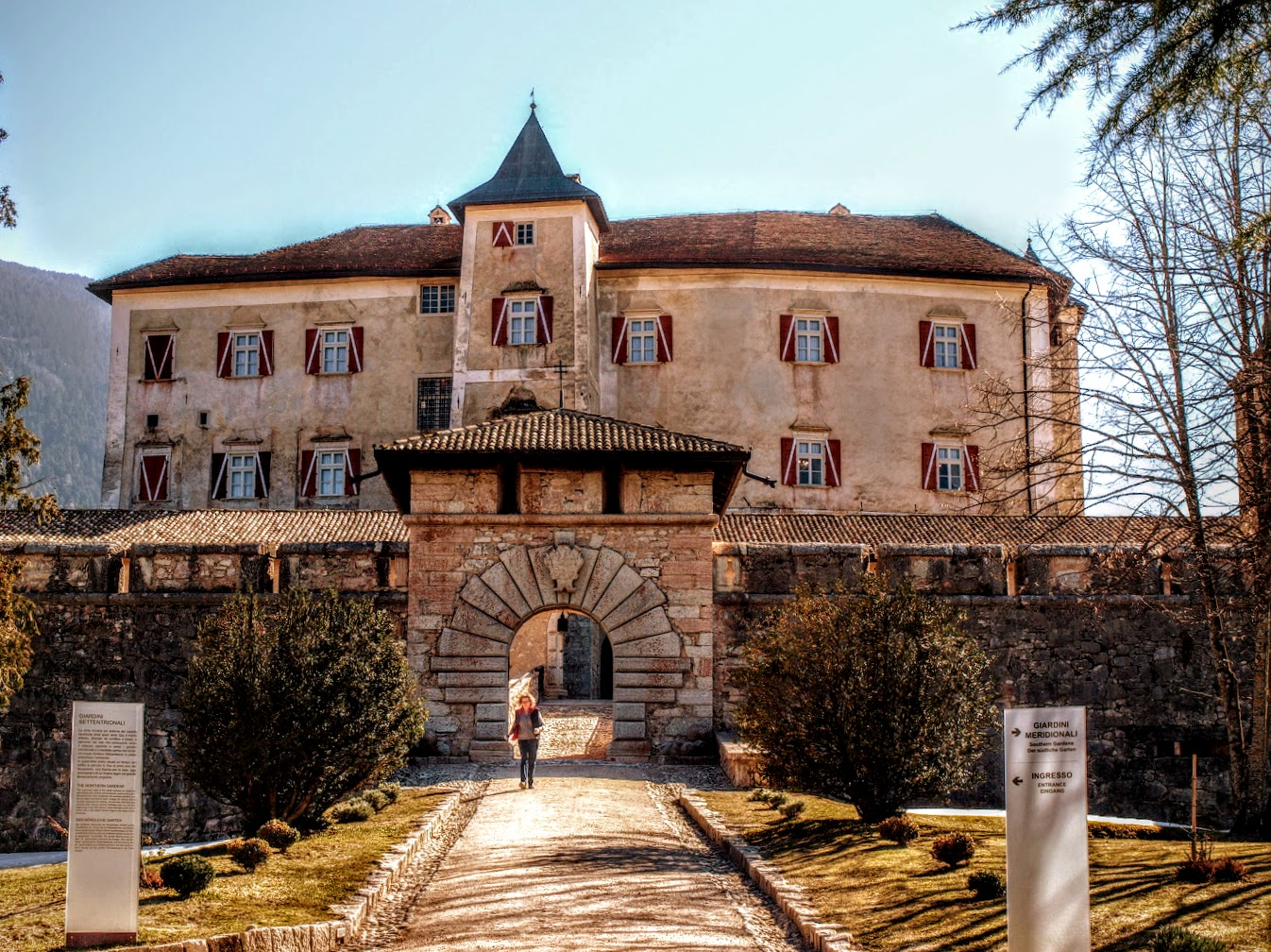
O castelo Thun em Ton.

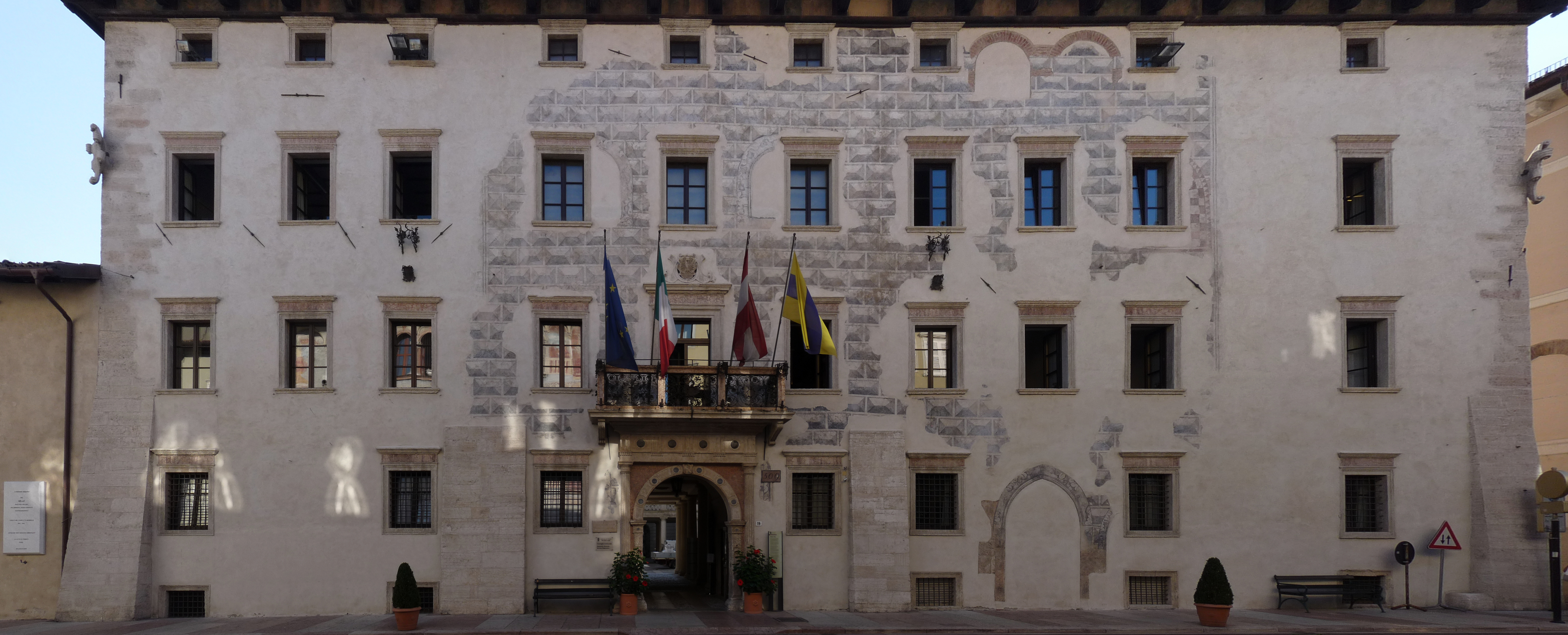
Palácio Thun em Trento

Possuindo apenas um castelo, esta linha, fundada por Luca Thun, passou a adotar o sistema da herança concentrada em apenas um filho, geralmente o segundo, que assumia o castelo e o título de conde, enquanto os outros filhos seguiam carreiras na burocracia, no exército ou na Igreja. Geralmente os primogênitos eram destinados à Igreja, e no século XVII viriam a alcançar a titularidade do Principado, desempenhando um papel político e cultural de primeiro plano. Diversos membros foram monges, abades, cônegos. No fim do século XVII a família transferiu sua sede principal para Trento, onde haviam construído um palácio no século XVI, enquanto o castelo Thun permanecia como sede de férias, retiro para estudos ou para temporadas de caça.
No século XIX o principado foi secularizado e dividido entre a Áustria, a Baviera e a Itália, causando uma crise na família, perdendo seus feudos e rendas hereditárias. A decadência foi acentuada com a falência do conde Matteo (1813-1892) na década de 1870 após investimentos mal-sucedidos na sericultura e no mercado de ações. Foram obrigados a vender grande parte do seu patrimônio, incluindo o palácio em Trento, vendido em 1873 para o município, que instalou ali a sede do governo municipal. Em 1949 foram incorporados outros bens da família anexos ao palácio: uma loggia, a Torre Mirana e um palácio menor. Também foi posta à venda grande parte do arquivo familiar, adquirida pelo conde Friedrich (1810-1881), da linha boêmia, salvando-a da ameaça de dispersão.

### Outros representantes
Sigismondo Alfonso Thun (Castelo Thun, 7 de novembro de 1621 — Trento, 2 de fevereiro de 1677) estudou no Colégio Germânico de Roma, em 1646 foi consagrado sacerdote em Bressanone, e alguns anos depois foi convocado pelo bispo de Trento Carlo Emanuele Madruzzo para assumir a função de arquidiácono. Em 1663 foi eleito príncipe-bispo de Bressanone e em 1668, príncipe-bispo de Trento. Governou Trento por nove anos, em meio a um período difícil e tumultuado por caças às bruxas e hereges, ondas de puritanismo e por mudanças moralizadoras e canônicas impostas pela Contrarreforma. Combateu a disseminada prática da usura e a corrupção política, controlou as finanças do principado, protegeu os pobres e camponeses, fortaleceu o sistema judiciário e empenhou-se em uma renovação dos costumes. Restaurou o Palácio Pretoriano e foi um apoiador da Academia degli Accesi.

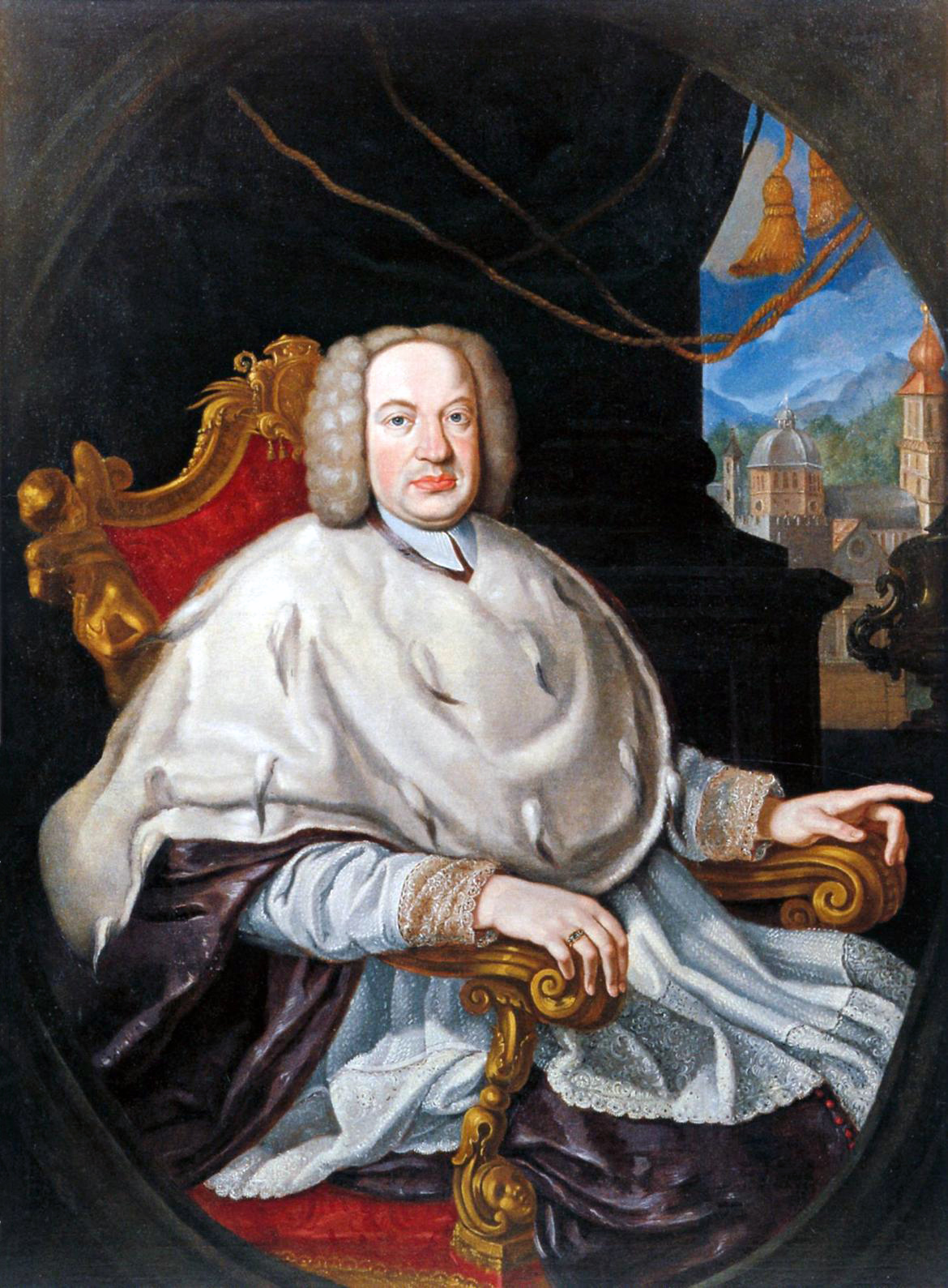
Domenico Antonio Thun.

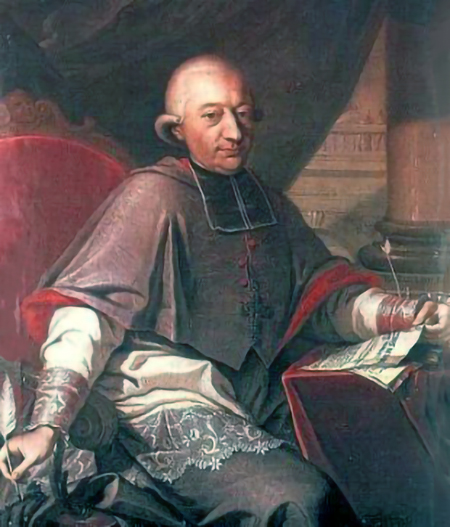
Pietro Vigilio Thun.

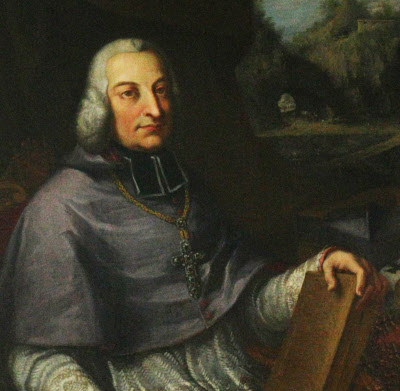
Joseph Maria von Thun-Hohenstein.

Domenico Antonio Thun (Trento, 1º de março de 1686 — 7 de setembro de 1758) estudou no Colégio Germânico em Roma e depois entrou no Capítulo de Trento, onde permaneceu até 1730, quando foi eleito príncipe-bispo de Trento. Em 22 de novembro de 1730 obteve a confirmação papal e em 18 de dezembro tomou posse do principado, sendo sagrado bispo em 4 de fevereiro de 1731. Os primeiros dez anos de governo foram marcados pela retidão, temperança e vigor, graças aos conselhos de seu irmão Agostino e do reitor do Capítulo Carlo Costanzo Trapp, mas depois que eles morreram seu governo se desorientou e passou a levar uma vida dissipada, sendo obrigado a renunciar em 1748.
Pietro Vigilio Thun (Trento, 13 de dezembro de 1724 — Castelo Thun, 17 de janeiro de 1800) estudou retórica em Trento e direito e teologia na Pontifícia Academia Eclesiástica de Roma. Em 1738 ingressou no Capítulo da Catedral de Trento, da qual em 1749 tornou-se arquidiácono. Foi eleito príncipe-bispo em 1776 e sagrado bispo em 30 de novembro. Desde o início de seu reinado procurou implementar um programa de reformas progressistas, mas teve sua atuação dificultada com a interferência da Áustria, que impôs ao principado a legislação austríaca em matéria de comércio e impostos. Em 1781 ofereceu ao imperador José II a soberania sobre a área do Trentino em troca de uma pensão pessoal. A proposta foi rejeitada e provocou um grande desgaste em sua imagem pública. Com a aproximação do exército de Napoleão, em 1796, Pietro Vigilio fugiu de Trento, nunca mais voltando, e permanecendo impotente para evitar a dissolução do principado.
Joseph Maria von Thun-Hohenstein (Trento, 24 de maio de 1713 — Mattighofen, 15 de junho de 1763) aos 16 anos foi eleito cônego do Capítulo de Salzburgo, e cônego de Passau dois anos depois. Em 1731 estudou direito e teologia em Salzburgo. Em seguida, foi a Roma como ministro e auditor da Rota e enviado do rei da Hungria. Em 14 de outubro de 1741 foi nomeado príncipe-bispo de Gurk, confirmado em 11 de janeiro de 1742, e em 18 de fevereiro de 1742, após ser dispensado do requisito de idade, foi sagrado bispo. A sé de Gurk foi governada por um vigário, devido à sua permanência em Roma servindo como diplomata, mas caiu em desgraça e deixou a cidade em 1744. Assumindo a diocese de Gurk, desenvolveu um trabalho ativo e fundou um seminário em Estrasburgo. Em 1753 se tornou administrador das dioceses de Lavent e Salzburgo e vigário geral para a Caríntia. Em 10 de novembro de 1761 foi eleito por unanimidade príncipe-bispo de Passau, sendo entronizado em 23 de maio de 1762. Durante seu curto governo de 19 meses, tentou melhorar o sistema escolar, incluindo a criação de um seminário. Em 1762 publicou o primeiro volume de uma tradução comentada do Novo Testamento. Foi um confidente dos imperadores Carlos VI e Maria Teresa e um dos primeiros expoentes da filosofia mercantilista. Segundo Franz Auer, "dedicou-se com uma energia incomum a melhorar a produção de linho, a agricultura e a silvicultura, promovendo o comércio. Cuidou das rotas de tráfego, lutou contra a ociosidade e a mendicância, construindo casas de trabalho, e fundou a Associação de Amor Cristão para erradicar a pobreza. Sua planejada reforma escolar, que apenas seu segundo sucessor foi capaz de implementar, é de grande importância. Como bispo, foi um dos primeiros representantes do Iluminismo no âmbito eclesiástico e visitava assiduamente as paróquias". Combateu a influência jesuíta especialmente pela divulgação de nova literatura teológica. Sua extensa biblioteca foi legada à Diocese de Passau.
Thomas Johann Kaspar von Thun und Hohenstein (Trento, 16 de maio de 1737 — Passau, 7 de outubro de 1796) em 1756 foi nomeado cônego em Passau. Em 1766 foi nomeado vice-decano do Capítulo, e em 1771, obteve o título de decano, quando recebeu as ordens sagradas. Em 16 de dezembro de 1776 foi nomeado bispo titular de Tiatira, com a função de assistente do bispo de Passau. Desde o início se destacou como uma das figuras mais influentes da corte episcopal, principalmente no campo político. Após a morte do bispo Firmian em 1783, ele parecia o candidato natural para sua sucessão, mas foi derrotado por Joseph von Auersperg, assumindo então a liderança do partido conservador. Após a morte de Auersperg em 4 de novembro de 1795, o Capítulo o elegeu. Anulou várias medidas implementadas por seu antecessor, e dedicou-se ao embelezamento do palácio episcopal e da cidade. Seu reinado durou apenas onze meses, falecendo após uma queda de um cavalo.

## Linha do Castelo Bragher

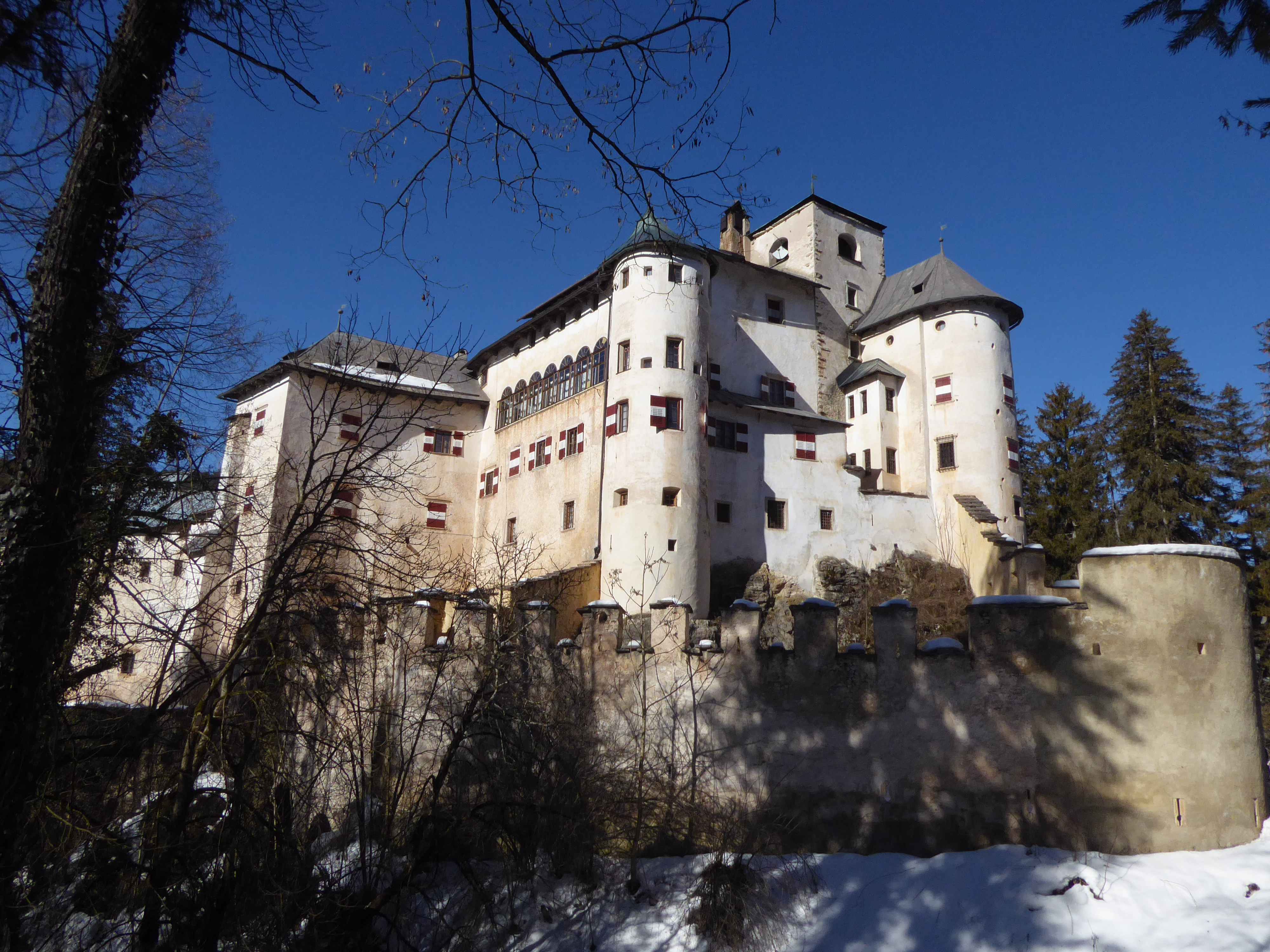
Castelo Bragher.

Fundada por Cipriano Thun, se tornou notável principalmente pelo seu ramo boêmio. No contexto da luta dos nobres boêmios contra o imperador Matias que resultou na eclosão da Guerra dos Trinta Anos, muitos nobres foram mortos ou despojados de suas terras, sendo substituídos por nobres estrangeiros. Cristoforo Simone Thun não obteve nenhum castelo na divisão dos bens da família, e foi um dos contemplados com terras na Boêmia devido à sua bravura militar, recebendo em 1628 o feudo de Hohenstein e o título de conde, sendo autorizado a transmití-lo a toda a família, incluindo os ramos trentinos, que passaram a usar o predicado von Thun und Hohenstein. Faleceu sem filhos, deixando seus bens a seu irmão Giovanni Cipriano, senhor de Castelfondo, que se estabeleceu na Boêmia com seu filho Giovanni Sigismondo. Este teve oito filhos homens: cinco seguiram a carreira religiosa, e os três outros deram origem a outras linhas boêmias: Massimiliano, fundador da linha do Castelo de Decim, Michele Osvaldo, do Castelo de Klàsterec, e Romedio Costantino, do Castelo de Choltice. Entre o século XVII e o século XVIII estas linhas se estabeleceram firmemente na sociedade local, ganhando riqueza e distinção e produzindo prelados, empresários e oficiais de governo. Diz a tradição que chegaram a possuir 35 palácios na Boêmia, sendo que dez ficavam em Praga.

### Outros representantes

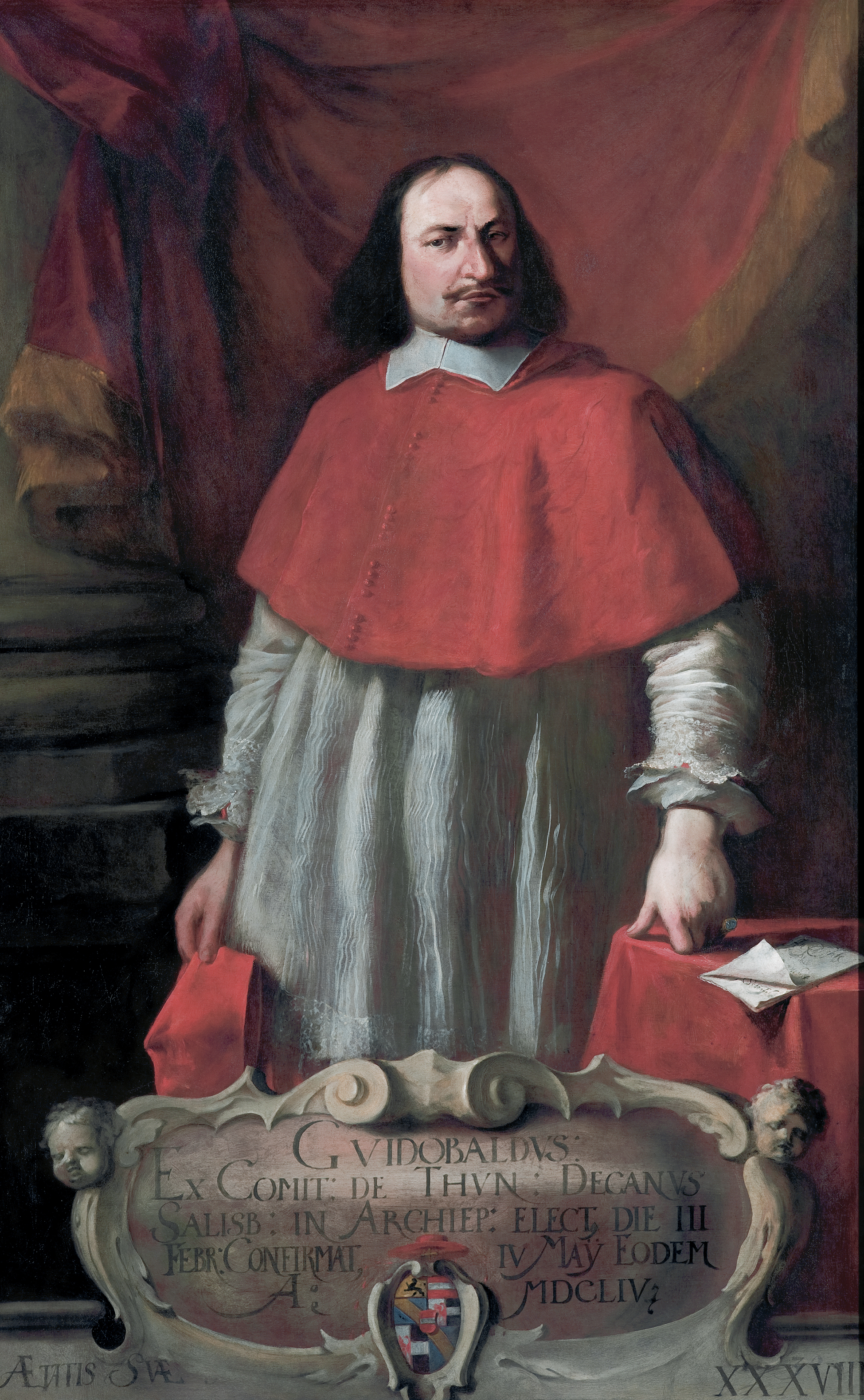
Guidobaldo Thun.

Guidobaldo Thun (Castelfondo, 16 de dezembro de 1616 — Salzburgo, 1 de junho de 1668), estudou em Roma, e em 1633 foi eleito cônego do Capítulo da Catedral de Salzburgo. Viajou por vários países europeus, em 1644 tornou-se decano do Capítulo, e somente em 22 de janeiro de 1645 recebeu ordens sagradas. Em 3 de fevereiro de 1654 foi eleito príncipe–arcebispo de Salzburgo, sendo nomeado ao mesmo tempo Primaz da Germânia. Nomeado comissário imperial da Dieta de Regensburgo em 1662, foi eleito príncipe-bispo de Regensburgo em 7 de março de 1666, com o direito de manter a Arquidiocese de Salzburgo. Foi criado cardeal presbítero em 7 de março de 1667 mas nunca foi a Roma para ser investido.
Johann Ernst von Thun und Hohenstein (Graz, 3 de julho de 1643 - Salzburgo, 20 de abril de 1709) foi ordenado sacerdote em 1677 na Catedral de Salzburgo, em 29 de dezembro de 1679 foi nomeado príncipe-bispo de Seckau, e em 1687 foi eleito príncipe–arcebispo de Salzburgo. Foi um apoiador da Universidade de Salzburgo e mecenas de arquitetos germânicos, especialmente de Johann Bernhard Fischer von Erlach, o maior representante do barroco austríaco, desenvolvendo um grande programa construtivo na sua capital.

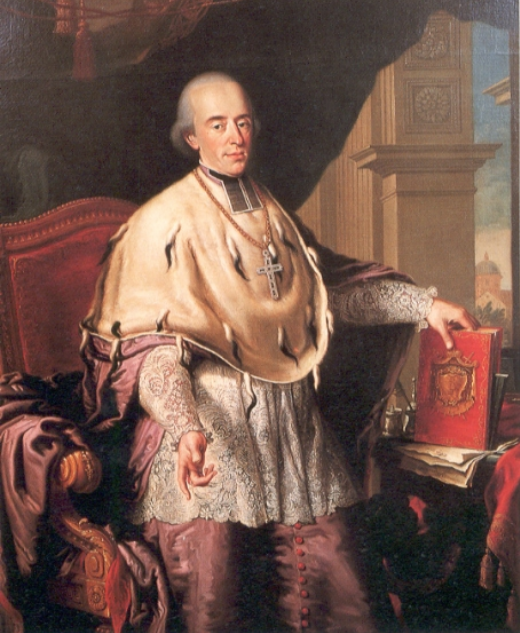
Emanuele Maria Thun

Emanuele Maria Thun (Trento, 28 de março de 1763 — Vezzano, 9 de outubro de 1818), ordenou-se padre e em 1790 foi eleito cônego da Catedral de Trento. Em 1797 foi sagrado bispo de Iasus e nomeado assistente do bispo de Trento, e em agosto de 1800 foi eleito príncipe-bispo de Trento, o último antes da secularização do principado em 1803, após a invasão francesa, que o obrigou a se refugiar em Viena. Com a Paz de Pressburg (1805), pôde retornar a Trento, mas enfrentou um período politicamente agitado com a supressão dos mosteiros e seminários e a nomeação de cargos eclesiásticos pelo governo austríaco, que absorveu parte do antigo principado. Em 1807 foi afastado de sua diocese e o Capítulo foi dissolvido. Em 1810 Trento passou para a jurisdição italiana, Emanuele foi reinstalado como bispo, fez o juramento de fidelidade ao novo governo em 1810 e participou do Concílio de Paris em 1811.
Friedrich von Thun und Hohenstein (1810-1881), entrou para o serviço diplomático, em 1850 foi nomeado presidente da Dieta Alemã em Frankfurt, onde representou a política anti-prussiana de Schwarzenberg, e muitas vezes entrou em conflito com Bismarck, que era enviado prussiano. Posteriormente foi nomeado embaixador em Berlim e São Petersburgo. Após sua aposentadoria do serviço público em 1863, apoiou a política federalista no Landtag da Boêmia e no Reichsrat austríaco. Em 1879 foi feito membro hereditário da Câmara Alta. Desempenhou um papel importante nas negociações de 1890 para a pacificação da Boêmia, mas as eleições seguintes, que deram maioria à oposição, tornaram sua posição instável. Contrariando as expectativas, demonstrou energia em suprimir os protestos, mas após a proclamação do estado de sítio, em 1895 teve que renunciar. Em 1898 foi nomeado ministro-presidente, mas só ocupou o cargo por pouco mais de um ano.

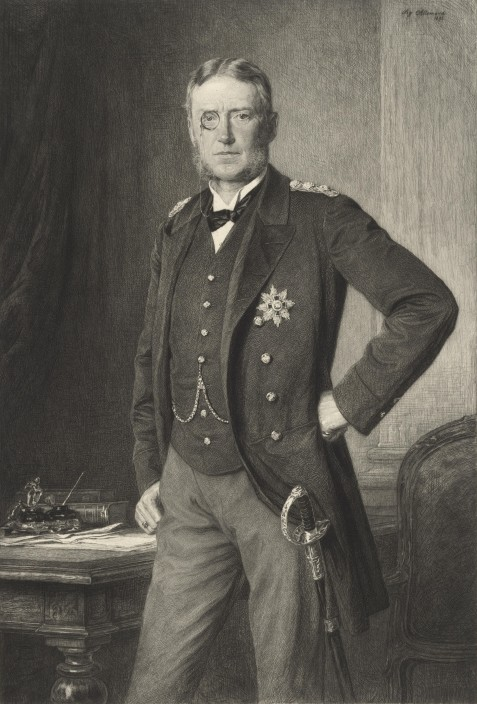
Franz von Thun und Hohenstein

Franz von Thun und Hohenstein (Děčín, 2 de setembro de 1847 – Děčín, 1º de novembro de 1916), filho de Friedrich, começou a vida como militar, servindo sob as ordens de Alberto, Duque de Teschen. Em 1879 assumiu uma cadeira no Reichsrat de Viena como representante dos grandes proprietários de terras conservadores. De 1883 a 1889 e de 1901 a 1911 foi membro do parlamento estadual da Boêmia. Em 5 de março de 1889 foi nomeado governador da Boêmia e encarregado da formação de um novo governo, cuja principal tarefa deveria ser a reconciliação entre as populações alemã e tcheca. Na revolta dos nacionalistas de Praga em 1893, declarou estado de emergência e empreendeu medidas repressoras, mas renunciou em 1896. No mesmo ano foi nomeado mordomo do herdeiro austríaco, mas uma antipatia mútua fez com que deixasse o posto poucos meses depois. De 7 de março de 1898 a 2 de outubro de 1899 foi primeiro-ministro e ministro do Interior, empenhando-se na questão do uso da língua tcheca na Boêmia e a Morávia, mas conseguiu poucos resultados e nenhuma regulamentação jurídica devido à grande oposição dos falantes do alemão. A partir de 1911 foi mais uma vez governador da Boêmia, procurando conceder mais autonomia à região, enfrentando a pressão do arquiduque Frederico e do conde Conrad von Hötzendorf, partidários de um governo militarizado. Neste período foi elevado à categoria de príncipe pelo imperador. Por problemas de saúde, renunciou no final de março de 1915, recebendo pelos seus serviços a Grã-Cruz da Ordem de Santo Estêvão.
Leopold von Thun und Hohenstein (1811-1888), irmão de Friedrich, foi um dos principais estadistas austríacos. Depois de estudar na Universidade de Praga, viajou pela Europa, quando conheceu James Hope e outros líderes do partido Tractariano. Foi muito influenciado pelo romantismo e o ultramontanismo, e depois de seu retorno interessou-se pelo renascimento da língua e da literatura tcheca e pelo crescimento do sentimento nacionalista boêmio. Fez amizade com František Palacký e outros líderes tchecos; ajudou na fundação de escolas, e escreveu artigos sobre uma reforma penitenciária. Serviu na Galícia, e em 1848, após a eclosão da revolução, foi nomeado presidente da administração e estatúder interino na Boêmia. Mal havia assumido suas funções quando estourou a rebelião de junho em Praga. Tentou dialogar com os rebeldes, mas foi capturado e mantido prisioneiro. Libertado, passou a apoiar a restauração da ordem, mas com isso perdeu popularidade e foi afastado do poder. Apesar de defender a autonomia boêmia, integrou o governo de ocupação, sendo nomeado ministro da religião e da educação. A princípio, dedicou grande energia à tarefa de construir um sistema moderno de ensino, fundou muitas escolas, encorajou a formação de sociedades eruditas e o fomento de um espírito de profissionalismo e independência entre os professores. Como ministro da religião foi um dos responsáveis pela concordata que novamente submeteu as escolas ao controle da Igreja, o que em certa medida desfez parte de seu trabalho no campo da educação. Contudo, durante sua administração a influência da Igreja sobre as escolas foi muito menor do que a concordata estabelecia. Na crise de 1860 o cargo que ocupava foi abolido. Atá o fim da vida foi muito ativo como líder do Partido Federalista na Boêmia. Segundo James Headlam, 

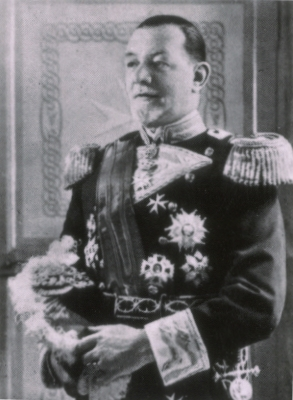
Galeazzo von Thun und Hohenstein

"Sua alta posição social, sua influência na corte, seu caráter, bem como suas habilidades e conhecimentos indiscutíveis, raramente encontrados na Áustria em um homem de sua posição, deram-lhe grande influência. Ele apoiou as reivindicações da Boêmia por uma autonomia total; atacou fortemente a constituição de fevereiro e a fusão com a Hungria; o que ele desejava era um parlamento comum para todo o Império baseado em um acordo com cada um dos territórios. Como os velhos tchecos, recusou-se a reconhecer a constituição de 1867; ajudou a redigir a declaração de 1868 e os artigos fundamentais de 1871, e teve um papel importante nas negociações durante o ministério de Potocki e Hohenwart. Para fundar um partido conservador forte, fundou um jornal, o Vaterlattd, que era o órgão do partido clerical e federalista. Nem é preciso dizer que ele protestou contra a legislação eclesiástica de 1867 e 1873".
Galeazzo von Thun und Hohenstein (Trento, 24 de setembro de 1849 - Roma, 26 de março de 1931) estudou Direito em Innsbruck e Praga, trabalhou na administração pública por 13 anos e foi conselheiro do governador de Trieste. Em 1875 juntou-se à Ordem de Malta como um Cavaleiro de Justiça, e em 1885 tornou-se representante em Roma do Grande Priorado da Boêmia e da Áustria. Em 1886 fez seus votos perpétuos e trabalhou estreita colaboração com o Grão-Mestre em Roma. Em 1895 voltou para o Tirol e se dedicou a estudos privados. Em 1905 foi nomeado para o Capítulo Geral e em seguida eleito Príncipe Grão-Mestre da Soberana Ordem de Malta. Como Grão-Mestre promoveu pesquisas históricas sobre a Ordem, fundou a biblioteca e arquivo da Ordem em Roma, e restabeleceu os capítulos regionais. Recebeu a Ordem do Velocino de Ouro no grau de cavaleiro e as Grã-Cruzes da Ordem de Leopoldo II e da Ordem de Santo Estêvão.